# Remington 700
Remington 700 je opakovací puška rozšířená v civilním sektoru jako lovecká nebo sportovní zbraň. Americká firma Remington Arms vyrábí pušky modelu 700 různých ráží a rozličnými velikostmi zásobníku od roku 1962. Zbraň používá závěr systému Mauser.

## M 40
Pod označením M40 byla zavedena do výzbroje americké námořní pěchoty v šedesátých letech 20. století jako standardní odstřelovací puška, kdy nahradila odstřelovací variantu pušky M1 Garand. Má zásobník na pět nábojů ráže 7,62 x 51 mm NATO a optický zaměřovač s transfokátorem se zvětšením 3x-9x.
V sedmdesátých letech 20. století byla zavedena mírně upravená verze M 40 A1 s těžší hlavní z nerezové oceli. Dřevěná pažba byla nahrazena praktičtější z vyztuženého plastu. Standardní optický zaměřovač má desetinásobné zvětšení.

## M 24 SWS

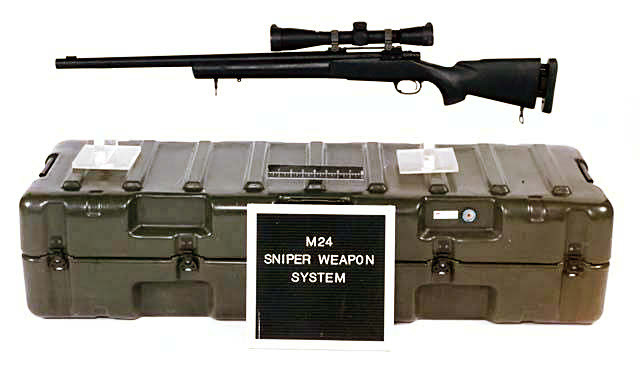
M24 Sniper Weapon System

M 24 SWS (Sniper Weapon System)  je standardní odstřelovací puška americké armády zavedená do výzbroje koncem 80. let a postupně nahrazující předchozí odstřelovací pušku M21. Má stejný závěrový mechanizmus jako Remington 700 a zásobník na pět nábojů. Vzhledově se liší hlavně stavitelnou pažbou z kevlar-grafitového kompozitu. Tento systém obsahuje pušku, dvojnožku, optiku pro denní nebo noční vidění, mechanická mířidla, pohotovostní zásobu střeliva, sadu pro čištění, přepravní kontejner a schránku na optiku. Ke střelbě se používají vybrané náboje 7,62 x 51 mm NATO s označením M118 Special Sniper Ball. Vyrábí se rovněž pro náboje .300 Winchester Magnum.